# التفادي (حبيش)

تعديل مصدري - تعديل

التفادي هي إحدى قرى عزلة التفادي بمديرية حبيش التابعة لمحافظة إب، بلغ تعداد سكانها 1291 نسمة حسب تعداد اليمن لعام 2004.